# The Decline of Western Civilization Part II: The Metal Years
The Decline of Western Civilization Part II: The Metal Years er en dokumentarfilm instrueret af Penelope Spheeris om heavy metal-scenen i Los Angeles i 1986, 1987 og 1988.
Filmen indeholder optagelser af og interviews med bands og kunstnere deriblandt Aerosmith, Kiss, Megadeth, Motörhead, Ozzy Osbourne, W.A.S.P. og Alice Cooper.

## Musikoptrædener
- Lizzy Borden – "Born to Be Wild"
- Faster Pussycat – "Bathroom Wall", "Cathouse"
- Seduce – "Crash Landing", "Colleen"
- London – "Breakout", "Russian Winter"
- Odin – "Little Gypsy", "12 O'Clock High"
- Megadeth – "In My Darkest Hour"

## Indflydelse
Nogle har, hovedsageligt i VH1-dokumentarserien Heavy: The Story of Metal antydet at filmen var delvist ansvarlig for glam metals død, og den efterfølgende fremkomst af grunge. I VH1-dokumentaren antydes at teenagefans blev så frastødt af overfloden hos deres idoler, at de besluttede sig for at lede efter noget andet.

## Fodnoter
1. ↑  VH1 Heavy: The Story of Metal

## Eksterne Henvisninger
- The Decline of Western Civilization Part II: The Metal Years på Internet Movie Database (engelsk)
- The Decline of Western Civilization Part II: The Metal Years på MovieMeter (nederlandsk)
- The Decline of Western Civilization Part II: The Metal Years på AllMovie (engelsk)
- The Decline of Western Civilization Part II: The Metal Years hos American Film Institute (engelsk)
- The Decline of Western Civilization Part II: The Metal Years på Turner Classic Movies (engelsk)
- The Decline of Western Civilization Part II: The Metal Years på The Movie Database (engelsk)
- The Decline of Western Civilization Part II: The Metal Years på Rotten Tomatoes (engelsk)
- The Decline of Western Civilization Part II: The Metal Years på Box Office Mojo (engelsk)
- The Decline of Western Civilization Part II: The Metal Years på Filmaffinity (engelsk)
- The Decline of Western Civilization Part II: The Metal Years på Netflix (engelsk)
- Watch The Decline of Western Civilization Part II: The Metal Years Arkiveret 20. maj 2011 hos  Wayback Machine på Google Video
- The Decline-hjemmeside